# سیتیدین مونوفسفات
سیتیدین مونوفسفات (به انگلیسی: Cytidine monophosphate) با فرمول شیمیایی C۹H۱۴N۳O۸P یک نوکلئوتید با شناسه پاب‌کم ۶۱۳۱ است که جرم مولی آن ۳۲۳٫۲۰ g/mol می‌باشد. 
این ترکیب استر اسیدفسفریک با نوکلئوزید سیتیدین است.